# شهرستان بلاگووگراد
شهرستان بلاگووگراد (به بلغاری: Blagoevgrad Municipality) یک شهرستان در بلغارستان است که در استان بلاگووگراد واقع شده‌است. شهرستان بلاگووگراد ۶۲۰٫۱۲ کیلومتر مربع مساحت و ۷۷٬۴۴۱ نفر جمعیت دارد و ۵۶۰ متر بالاتر از سطح دریا واقع شده‌است.